# گروه توماس کوک
گروه توماس کوک (به انگلیسی: Thomas Cook Group) قدیمی‌ترین و یکی از بزرگ‌ترین شرکت صنعت مهمان‌نوازی و گردشگری بریتانیایی بود که در زمینه مدیریت شرکت‌های هواپیمایی و خطوط چارتر، خطوط کشتی‌های گردشی، ارائه خدمات هتل‌داری، خدمات توریستی و مسافرتی فعالیت می‌کرد.
توماس کوک این شرکت را در سال ۱۸۴۱ (میلادی) با نام تجاری «توماس کوک و پسران» بنیان‌گذاری کرد. توماس کوک و پسران کار خود را با سفرهای یک روزه قطار آغاز کرد و با گذر زمان خدمات آن گسترش یافت. صد سال پس از آغاز به کار، با ملی شدن به راه‌آهن دولتی بریتانیا پیوست.
گروه توماس کوک در سال ۲۰۰۷ از ادغام شرکت‌های توماس کوک آگ و گروه مای‌تراول، راه‌اندازی شد. این گروه مالک شمار زیادی شرکت تابعه و زیرمجموعه بود که در زمینه‌های مختلف خدماتی، فعالیت می‌کردند.
دفتر مرکزی این شرکت در لندن، انگلستان، بریتانیا قرار داشت و سهام آن در بازار بورس لندن معامله می‌شد.
این شرکت در دوره‌هایی به دلیل قدرت مالی مناسب، حامی مالی باشگاه فوتبال منچستر سیتی و بازی‌های المپیک تابستانی ۲۰۱۲ لندن بوده است.

## ورشکستگی
گروه توماس کوک در سال ۲۰۱۱ (میلادی) تا مرز ورشکستگی رفت و نجات یافت.
گرمای کم‌سابقه تابستان ۲۰۱۸، بی‌ثباتی سیاسی در برخی کشورهای مقصد، مانند ترکیه، احتیاط مردم در خرج کردن پول‌های "غیر ضروری" به خاطر برکسیت "بی‌توافق" بریتانیا از اتحادیه اروپا، خرید بلیط به صورت آنلاین و نه با مراجعه حضوری به دفترهای شرکت، اوج گرفتن شرکت‌های هواپیمایی ارزان قیمت، گرفتن وام و خرید چند شرکت مسافرتی دیگر و بدهی بسیار در بازپرداخت، از دلایل ورشکستگی گروه توماس کوک بودند.
این شرکت در ۲۳ سپتامبر ۲۰۱۹ ورشکست شد. این ورشکستگی باعث سرگردانی بسیاری از مسافران بریتانیایی شد. وزارت امور خارجه بریتانیا با فرستادن هواپیما به کشورهای مقصد به مسافران بریتانیایی کمک کرد به بریتانیا بازگردند. نزدیک به ۱۵۰ هزار مسافر بین‌المللی نیز سرگردان شد. برای بازپرداخت بدهی ۲ میلیارد دلاری، هواپیماهای این شرکت به فروش گذاشته شدند.
در سپتامبر ۲۰۲۰ گروه توماس کوک اعلام کرد که کار خود را بصورت آنلاین از سر می‌گیرد.